# Mateu Panaret
Mateu Àngel o Mateu Panaret (Matthaeus Angelus o Matthaeus Panaretus, Ματταῖος, o Ἄγγελος ὁ Παναρέτος), fou un monjo romà d'Orient, qüestor eclesiàstic en època indeterminada. Podria ser el mateix que el monjo Panaret ambaixador de Miquel VIII Paleòleg al papa Gregori X i al concili de Lió.
Va escriure:
- 1. "Antithesis contra Thomam Aquinatem de Processione Spiritus Sancti"
- 2. Πῶς ἐστὶν ὁ ἐνδικὸν τόπος ἔνθα αἱ ψυχαὶ καθαίρονται πρὶν
- 3. " Dissertatio contra Latinos de Primatu Papae"
- 4. " Refutatio Sex Capitum a Latinis editorum in Defensionem Processionis Spiritus Sancti ex Patre et Filio"
- 5. " Demonstratio in quot Absurditates Latini incident dum Spiritum Sanctum etiam a Filio procedere asserunt"
- 6. " Dissert. de aliis XXII. Latinorum Erroribus"
- 7. " Dissert. contra Latinos de Azymis"